# Сър Хенри Енд Хис Бътлърс
Сър Хенри Енд Хис Бътлърс (на английски: Sir Henry and his Butlers) е датска рок група, учредена през лятото на 1964 г. в Копенхаген, столицата на Дания. Ръководена е от Оле Бредал (наричан още Сър Хенри) и Томи Сийбах и получава признание за песента Let's Go. Връзката между Брендал и групата е най-дълбока, а останалата част от състава се променя.

## История
Групата продължава историята на друга банда, носеща името Файв Дейнс (Петте датчанина), която се разтуря през 1964 г. Отначало в нея влиза Оле Бредал (Сър Хенри -- вокали, бас китара) и Карстен Елгстрьом (китара), заедно с Лайф Давидсен (барабани). Триото участва в конкурс по Бийтълс в Дания, състоящ се в Холте Хален през април 1964 г. Скоро след това тя се разширява от Пол Петерсен (китара), а Давидсен е заместен от Йенс Бьогвад, преди във Флинтоунс.
Бътлърс биват популяризирани в копенгахенските музикални събития, най-вече в Бакенс Плейс Пигал, където свирят като резидентен оркестър. Допълнителна причина за това е издаването на сингълната дебютна плоча Hi-Heel Sneakers/Sick and Tired от 1964 г. През есента те се устремяват към върховете благодарение на сингъла Let's Go(„Б“-страна -- Johnny Be Good (By By Johnny)), издаден от компанията Сонет. Песента се превръща в хит в Дания, Швеция и Норвегия, а продажбите на сингъла достигат 50 000 копия.
През януари 1965 г. Сър Хенри Енд Хис Бътлърс се увеличават с още един член, Томи Сийбах (орган и вокали), който тогава е едва 15-годишен. Той става популярен, и заедно с Оле Бредал поемат функциите на фронтмени на групата. Бандата сменя компанията с Ий Ем Ай, и регистрира няколко хита, включително Times Are Getting Hard, Beautiful Brown Eyes и Marianne, като всички те биват издадени през 1966 г. През есента на 1967 г. сингълът Camp е издаден, превръщайки се в международен хит -- главно в Германия, Нидерландия и Белгия. Песента е инструментална и главният инструмент е гребен и хартия. По-късно е използвано в реклама на шоколада Роло. Отличаваща се със своята странност Б-страна е песента Pretty Style, в която се използват ситар и психеделична многослойна китара и вокали.
Във времената след Томи Сийбах групата внася промени в стила си. Първоначално копие на английската бийт музика, тя по-късно възприема по-архетипни поп усещания с песни, произведени от членове на групата -- главно Оле Бредал и Томи Сийбах. Това ново амплоа се чувства в дългосвирещата плоча от 1968, H2O. През 1970 г. групата се съкращава по отношение на името си и поема по пътя си като Сър Хенри. След две години Оле Стийн Нилсен е заменен от Клаус Асмусен, преди в Нобълмен и Шу-Би-Дуа. Това обединение записва и издава юбилейния, 10-годишен албум Listen (1973).
Оле Бредал и Томи Сийбах решават да преструктурират групата с привличането на нови имена: Торбен Йохансен (китара) и Джон Роджър (барабани). Последният е бивш член на Тийнмейкърс. През същата година, четиримата произвеждат албума Flashback. През същата година, Томи Сийбах поставя началото на солова кариера, която има известен успех. Тъй като постига този успех, той решава да напусне групата през 1977 г. През същата година, Оле Бредал записва солова плоча, носеща името Tivoli/O. Henry, в която са поместени едни от най-известните песни на Сър Хенри. Успехът не достига височините, до които Томи Сийбах се добира. По-късно Сър Хенри се преражда няколко пъти, под патронажа на Оле Бредал, но нямат голям успех. Едно от изключенията е малкият хит Juicy Lucy (1980), където Сър Хенри включва Оле Бредал, Сьорен Бундгард (клавирни), Курт Бо Йенсен (китара) и Оле Карстен Юл (барабани, сменен пре 1983 г. от Стен Кристенсен). На Гран при на датските песни през 1983 г., те участват като бек групата на Кирстен Сигард и песента Og livet går. През следващата година Сьорен Бундгард и Кирстен Сигард отново участват на Гран при като дуета Хот Айс, представящ песента Det' Lige Det, с която побеждават. През същата тази година Сър Хенри Енд Хис Бътлърс се разформироват.

## Дискография
- 1965: Eve of Destruction / It Keeps Raining – Columbia DD 770
- 1966: Beautiful Brown Eyes / Jenny Take a Ride! – Columbia DD780
- ?: Mr. Joyful / Sweet Dreams (Of You) – Columbia (Denmark) C006-37069